# Риччи, Франческо
Франческо Риччи (итал. Francesco Ricci; 1 февраля 1679, Рим, Папская область — 8 января 1755, там же) — итальянский куриальный кардинал. Губернатор Рима и вице-камерленго Святой Римской Церкви с 27 июня 1741 по 9 сентября 1743. Кардинал-священник с 9 сентября 1743, с титулом церкви Санта-Мария-дель-Пополо с 23 сентября 1743. 